# Eduard von Fransecky

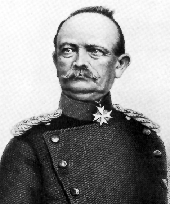
Eduard Friedrich Karl von Fransecky.

Eduard Friedrich Karl von Fransecky, född 16 november 1807 i Gedern, död 22 maj 1890 i Wiesbaden, var en tysk militär.
Fransecky blev officer vid infanteriet 1825, överste 1858, generallöjtnant 1865 och general vid infanteriet 1870. Fransecky deltog som fördelningschef i 1866 års krig och som chef för 2:a armékåren i Tysk-franska kriget, varunder han särskilt utmärkte sig i slaget vid Gravelotte 18 augusti 1870. 1871 blev Fransecky chef för 15:e armékåren i Strassburg och var 1879-82 guvernör i Berlin.